# أسماء البكري
أسماء البكرى (28 تشرين الأول / أكتوبر 1947 – 5 كانون الثاني / يناير 2015) مخرجة سينمائية مصرية، مؤلفة وفنانة تصويرية.
البكرى عملت في صناعة السينما لسنوات عديدة، بما في ذلك مساعدا للمخرج المصري يوسف شاهين، وكذلك سعد عرفة وخيرى بشارة.
كما عملت أيضا كمؤلفة، مصورة ومديرة إنتاج.
البكرى قدمت عددا من الأفلام الوثائقية والقصيرة، قبل أول عمل لها كمدير عام 1991، شاركت أيضًا في إنتاج «شحاتين ونبلاء». ويمكن القول إن معظم أفلامها الوثائقية تكشف عن اهتمامها العميق بالتاريخ المصري ورغبتها الحثيثة في تسليط الضوء على عظمة حضاراتها السابقة وبريقها بهدف توجيه الجيل الجديد. على سبيل المثال انها تتتبع تاريخ القوارب الخشبية التي يستخدمها المصريون القدماء حتى العصر الحديث. في «حي الظاهر»، تسلط الضوء على تاريخ تلك المنطقة في القاهرة التي أنشأها الظاهر بيبرس في القرن الثالث عشر. سحرها بالحضارة الإسلامية واضح بالفاطميين والأيوبيين.
أثناء تصوير فيلم متحف الأسكندرية، وهو فيلم وثائقي عن المتحف اليوناني الروماني في الإسكندرية، صورت البكرى انتعاشًا لما كان يُعتقد بأنه بقايا فنار الإسكندرية. بعد أن وجدت أن العمل على استقرار قلعة قايتباي كان يدمر القطع الأثرية القديمة، وقالت علنا عن مخاوفها، مما اضطر السلطات المصرية لوقف أعمالها.

## الحياة المهنية المبكرة
لم تحصل أسماء البكرى على الدعم من عائلتها، وخاصة والدتها عندما أصبحت في المهنة السينمائية. كانت قراءة الكتب بالنسبة لوالدتها أكثر زراعة لها من مشاهدة الأفلام. كان على أسماء الذهاب واستيعاب أي فرصة يمكن أن تجدها. بدأت أولًا في المدرسة، حيث قامت بعمل أداءات لزملائها وهي تلعب دور المخرج. وفي أخر عام لها في الجامعة، شاركت في تصوير فيلم بيت من الرمال في عام 1972. كانت بطلة في السباحة، وقامت بحيلة صعبة من خلال التظاهر بالغرق في البرد القارس في البحر بدلا من بوسي، التي كانت تلعب الدور الرئيسي. كما أن تم حصارها أثناء صنع الفيلم لأنها أصبحت اليد التي لا غنى عنها على الموقع. وقد اجتمعت مع عبد العزيز فهمي، مدير التصوير في الفيلم، الذي كان نقطة التغيير في مسار حياتها، لأنه هو الذي ساعدها في الأعمال السينمائية من خلال السماح لها بالعمل كمساعد في فيلمه «غربة»، إخراج سعد عرفة.

## أفلامها
| العام | اسم الفيلم             | جوائز |
| ----- | ---------------------- | --- |
| 1979  | قطرة ماء               | أفضل فيلم قصير في مهرجان الإسكندرية للأفلام. جائزة سعد نادين في مهرجان الأفلام الوثائقية المصرية عام 1980                |
| 1981  | بورتريه                | |
| 1981  | دهشة                   | |
| 1982  | حي الظاهر              | |
| 1982  | الرُخام                 | |
| 1991  | شحاتين ونبلاء          | جائزة النقاد، جائزة الاتحاد الدولي للفنون السينمائية، وجائزة الجمهور الكبرى الجائزة الكبرى للجنة التحكيم الدولية في رين. |
| 1995  | متحف الإسكندرية        | |
| 1998  | كونشرتو في درب السعادة | |
| 2001  | الفاطميون              | |
| 2003  | الأيوبيون              | |
| 2004  | العنف والسخرية         | |

## وصلات خارجية
- أسماء البكري على موقع IMDb (الإنجليزية)
- أسماء البكري على موقع الدهليز
- أسماء البكري على موقع قاعدة بيانات الأفلام العربية
- أسماء البكري على موقع ألو سيني (الفرنسية)
- أسماء البكري على موقع قاعدة بيانات الفيلم (الإنجليزية)
- أسماء البكري على موقع كينوبويسك (الروسية)